# Гольдшмидт, Виктор Мордехай
Виктор Мордехай Гольдшмидт (нем. Victor Mordechai Goldschmidt; 10 февраля 1853[…], Майнц — 8 мая 1933, Зальцбург) — немецкий учёный-кристаллограф и минералог.

## Биография
Родился 10 февраля 1853 года в городе Майнце.
В 1874 году работал горным инженером.
Профессор кристаллографии и минералогии Гейдельбергского университета.
Стажировку у него проходили А. Е. Ферсман, П. Н. Чирвинский, и другие учёные из России.
Ему принадлежит целый ряд нововведений и усовершенствований в области кристаллографических исследований: так, им изобретен гониометр с двумя кругами, значительно упрощающий и ускоряющий измерение кристаллов, разработана особая система графического вычисления кристаллов и, в связи с этим, особая система обозначения кристаллографических форм, особые приемы черчения кристаллов и т. д. Им же усовершенствованы некоторые приемы анализа при помощи паяльной трубки (напр. количественное определение Au) и определения удельного веса при помощи тяжелых жидкостей.

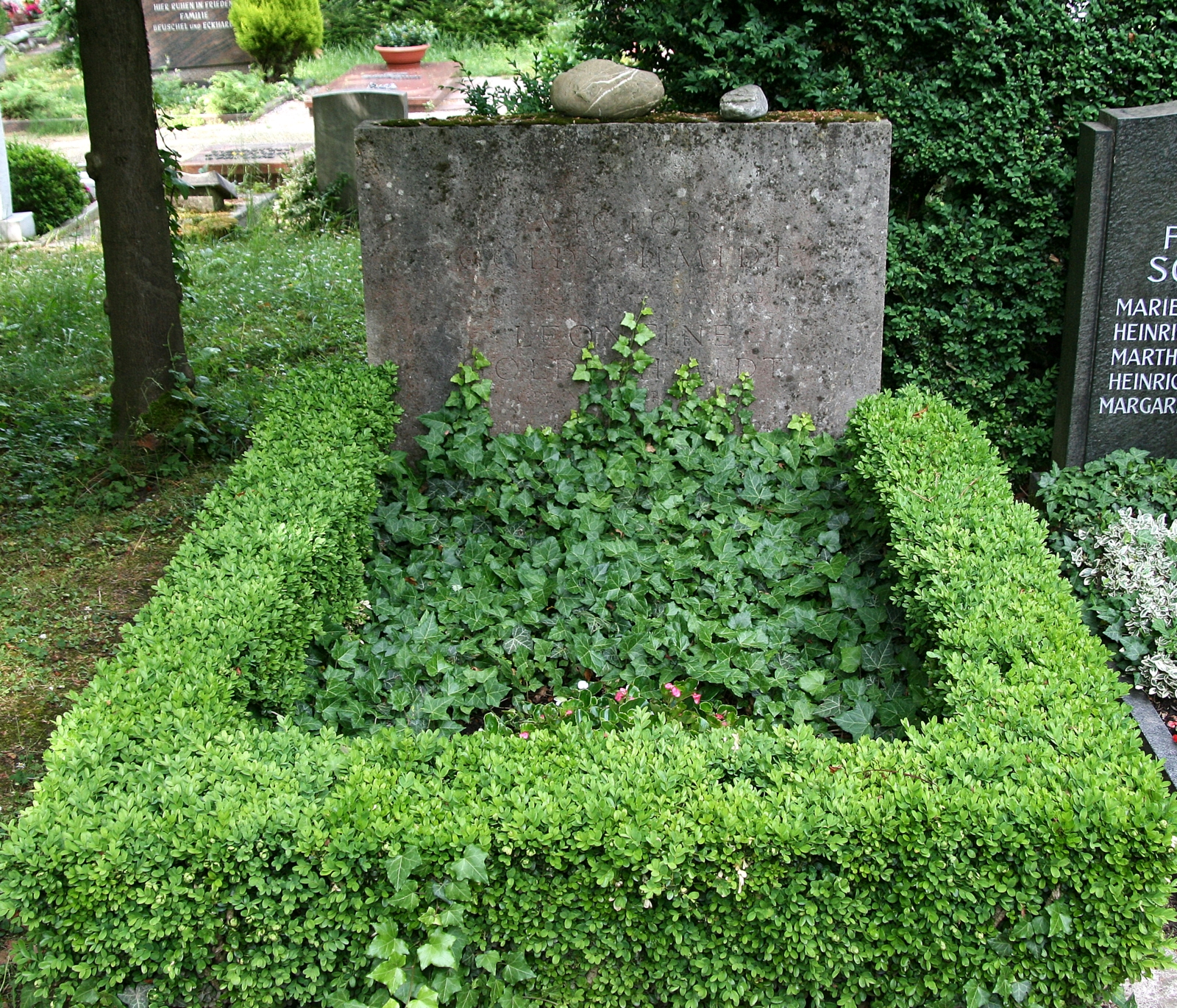
Могила В. М. Гольдшмита в Гейдельберге

Скончался 8 мая 1933 года в городе Зальцбурге, был похоронен в Гейдельберге.